# جوسيف بيكر
جوسيف بيكر هو سياسي ألماني، ولد في 8 فبراير 1905 في بوخوم في ألمانيا، وتوفي في 19 أكتوبر 1996 في Waldfischbach-Burgalben ‏ في ألمانيا. نشط حزبياً في الاتحاد الديمقراطي المسيحي وحزب الوسط. وقد انتخب عضو مجلس الشورى الموحد في راينلاند بالاتينات ‏ وانتخب عمدة وانتخب عضو في البوندستاغ الألماني خلال فترته النيابية ‏ (7 سبتمبر 1949 – 7 سبتمبر 1953).